# 里部
里部（）は、漢字を部首により分類したグループの一つ。
康熙字典214部首では166番目に置かれる（7画の最後、20番目、酉集の最後、20番目）。

## 概要
「里」字は人々の居住地である村落を意味する。耕作地を表す「田」と土地を表す「土」を組み合わせた会意文字。また村落内の家屋を意味することがあり、田地にあって農作業時に利用する小屋を意味する「廬」と対比される。
また戸数によって定められた行政区分の単位としても用いられ、時代により幅があるが、『周礼』によれば、五家を隣、五隣を里とするので、25戸であったとする。
また距離の単位として300歩あるいは360歩（唐以降）を意味した（漢代頃400メートル強で唐代550メートル強）。なお現代では日本の尺貫法において4キロメートル、中国の市制において500メートルとされる。
偏旁の意符としては「野」のように場所に関することを示すが、その例は多くなく、「里」は「理」「鯉」のようにもっぱら声符として使われている。
このため「里」を構成要素にもつ漢字はもっぱら意符に従った部に収められており、里部は意符を構成要素に持つ「野」のような字、声符であって他の部首に分類することができなかった「釐」のような字、および楷書において「里」の形を筆画にもつ「重」「量」といった字を収めている。「里」が部首として偏の位置に来た時は「さとへん」と呼ばれるが、その例は日常の範囲内では「野」の1字のみである（Unicodeの拡張領域の日常ではまず用いられない漢字やチュノムなども含めれば「𨤤」・「𨤧」・「𫒁」・「𨤮」・「𮡓」などもあるが）。
なお中国のこの字を「裏（内の意味）」の簡体字として用いている。

## 部首の通称
- 日本：さと・さとへん
- 韓国：마을리부（maeul ri bu、村の里部）
- 英米：Radical village

## 部首字
里
- 中古音
  - 広韻 - 良士切、止韻、上声
  - 詩韻 - 紙韻、上声
  - 三十六字母 - 来母
- 現代音
  - 普通話 - ピンイン：lǐ 注音：ㄌㄧˇ ウェード式：li3
  - 広東語 - Jyutping:lei5 イェール式:lei5
- 日本語 - 音：リ（漢音・呉音） 訓：さと

## 例字
- 里
  - 2:重、4:野、5:量、11:釐（厘→厂部7）